# La Chapelle-Blanche, Savoie
La Chapelle-Blanche är en kommun i departementet Savoie i regionen Auvergne-Rhône-Alpes i sydöstra Frankrike. Kommunen ligger i kantonen La Rochette som tillhör arrondissementet Chambéry. År 2022 hade La Chapelle-Blanche 591 invånare.

## Befolkningsutveckling
Antalet invånare i kommunen La Chapelle-Blanche
| Referens: INSEE |